# Blomsterpigens Hævn
Blomsterpigens Hævn er en stumfilm fra 1918 instrueret af Hjalmar Davidsen.